# 위축 효과
위축 효과, 칠링 이펙트(chilling effect)는 법적 맥락에서 법적 제재의 위협으로 인해 자연적 권리와 법적 권리의 합법적인 행사가 방해되거나 좌절되는 것이다. 위축 효과는 법률 통과, 법원 결정 또는 소송 위협과 같은 법적 조치(법적 영향이 두려워 사람들이 표현의 자유 등의 적법한 권리 행사를 주저하게 만드는 모든 법적 조치)로 인해 발생할 수 있다. 명예훼손 소송의 위협으로 인해 그러한 두려움이 발생하는 경우를 명예훼손 진정이라고 한다. 특히 위축 효과를 창출할 목적으로 제기된 소송은 대중 참여에 대한 전략적 봉쇄소송(SLAPP)이라고 할 수 있다.
이 맥락에서 "위축"(chilling)은 일반적으로 바람직하지 않은 속도 저하를 의미한다. 일반적인 사용에서 법적 맥락을 벗어나는 경우 강압이나 강압 위협(또는 기타 불쾌한 행위)은 특정 행동과 관련하여 한 집단의 사람들에게 냉담한 영향을 미칠 수 있으며, 종종 통계적으로 측정되거나 명백하게 관찰될 수 있다. 예를 들어, 뉴스 헤드라인인 "홍수 보험 [가격] 급등은 일부 주택 판매에 위축 효과를 가져온다."가 있다. 또, 데이트 관계에 있는 160명의 대학생을 대상으로 한 두 부분으로 구성된 설문 조사의 요약 제목은 다음과 같다: "친밀한 관계에서 불만 표현에 대한 공격적 잠재력의 위축 효과"

## 같이 보기
- 검열
- 캔슬 컬처
- 악의적 기소
- 정치범
- 사전검열
- 자기 검열
- 전략적 봉쇄소송